# Suburbikariska stift
Suburbikariska stift kallas de sju gamla biskopsstiften runt Rom, vilkas biskopar var medlemmar av kardinalskollegiet.
Numera är de bara, med undantag av Ostia, titulärsäten för kardinalbiskoparna. Vart och ett av stiften har istället sin egen ordinarie biskop utan säte i kardinalkollegiet. Biskopen av Ostia är ex officio kardinalkollegiets ledare, och stiftet Ostia har därför inskränkts till att endast omfatta domkyrkoförsamlingen, Santa Aurea, varjämte stiftsförvaltningen är förenad med Roms. Återstoden av det gamla stiftet är i allo förenad med Rom. Påven Benedictus XVI var under företrädaren såsom kardinal biskop av Ostia, och brukade predika i Santa Aurea.

## De sju suburbikariska stiften
- Albano
- Frascati
- Ostia
- Palestrina
- Porto-Santa Rufina
- Sabina-Poggio Mirteto
- Velletri-Segni